# Баух, Ефрем Исаакович
Ефре́м Исаа́кович (Ефро́им И́цхокович) Ба́ух (на обложке практически всех книжных изданий указывается как Ефрем Баух, в поздних изданиях — Эфраим Баух; 13 января 1934, Тигина, Бессарабия, Королевство Румыния — 13 апреля 2020, Петах-Тиква, Израиль) — советский и израильский русский писатель, поэт, переводчик, журналист и общественный деятель. Писал также на иврите.
Был председателем Федерации союзов писателей Израиля, объединяющей 12 языковых союзов; возглавлял израильский филиал международного ПЕН-клуба; председатель Всеизраильского Объединения землячеств выходцев из Молдавии.

## Биография
Родился в бессарабском городе Бендеры (тогда Тигина) в 1934 году. Дед, Шлойме Хунович Баух, был хозяином магазина готовой одежды в Бендерах. В годы войны — с матерью Зинаидой Марковной Баух (1906—?) и отцом — адвокатом Исааком Соломоновичем Баухом (1904—1943) в эвакуации в Бальцере Саратовской области (отец был призван на фронт в 1942 году и погиб под Сталинградом), в 1944 году семья вновь вернулась в Бендеры. Здесь Ефрем Баух получил начальное религиозное образование у своего дяди-меламеда. В 1952—1953 годах преподавал русскую литературу в селе Каушаны, затем поселился в Кишинёве. После окончания в 1958 году геологического факультета Кишинёвского государственного университета работал инженером-геологом в институте минерального сырья в Крыму и спелеологом в экспедиции на Байкале. По возвращении в Кишинёв в 1960 году был принят журналистом в газету «Молодёжь Молдавии», после её расформирования в 1962 году до 1967 года вновь работал геологом в отделе изысканий проектного института Молдгипрострой.
Первое стихотворение опубликовал в бендерской газете «Победа» в 1952 году, но регулярные публикации начались в конце 1950-х годов в журнале «Кодры» и газете «Молодёжь Молдавии» (стихи). В книжной форме Ефрем Баух также дебютировал стихами — в 1963 году вышел сборник «Грани» и в следующем году автор стал членом Союза писателей СССР (1964). За первым сборником последовали поэтические книги «Ночные трамваи» (1965), «Красный вечер» (1968), стихотворения для детей и подростков «Превращения» (1973); книги для детей — «Горошки и граф Трюфель» и «Путешествие в страну Гео» (обе — 1965). Ефрем Баух был составителем сборника молодых поэтов Молдавии «Весенние клавиши» (1966) и фотоальбома «Ритм, молодость, дружба» о Всесоюзном фестивале народного танца 2—9 августа 1968 года (совместно с поэтом Анатолием Гужелем). В переводе Ефрема Бауха с молдавского языка вышло несколько книг современных молдавских поэтов. В 1967—1971 годах заведовал отделом литературы и искусства в газетах «Молодёжь Молдавии» и «Вечерний Кишинёв». В 1971—1973 годах учился на Высших литературных курсах Союза писателей СССР при Литературном институте имени А. М. Горького. В 1975—1976 годах работал на киностудии Молдова-фильм (автор сценария кинокартины «Тридцатая весна победы», 1975).
С 1977 года — в Израиле, жил в Бат-Яме. Здесь вышла книга стихов «Руах» (1978) и семилогия «Сны о жизни» — романы «Кин и Орман» (первоначальное название — «Остальное — молчание», 1982, переиздан — 1992), «Камень Мория» (1982, переиздан — 1992), «Лестница Иакова» (1987, переиздания — 1990 и 2001), «Оклик» (трилогия, 1991 и 1993), «Солнце самоубийц» (1994). Шестой роман этой семилогии вышел в Москве («Пустыня внемлет Богу», 2002), седьмой и последний — «Завеса» — в Тель-Авиве в 2008 году. Законченный в 1966 году, оставленный в СССР и сохранённый поэтом Ильёй Рейдерманом роман «Птица над волной» вышел под новым названием «Над краем кратера» в 2011 году. Эссеистика писателя была собрана в книге «Иск Истории» (2007). Сборник избранных стихотворений разных лет «Тень и слово» вышел в 1999 году. Большинство прозаических произведений писателя были переведены на иврит, иногда самим автором.
Перевёл с иврита на русский язык стихотворения Авраама Шлионского, Ури-Цви Гринберга (изданная отдельной книгой и целиком переведённая Баухом антология «Посреди мира, посреди времён», 1992), Шаула Черниховского, Хаима Гури, Бен-Циона Томера, Санду Давида, Шломо Ницана, Шломо Тани, Натана Йонатана, Дана Пагиса, Яакова Бессера, Иегуды Амихая; прозаические и поэтические произведения современных израильских авторов Самеха Изхара, Ицхака Авербуха-Орпаза, Моше Шамира (роман «В волчьей шкуре»), Ханоха Бартова, Ашера Райха, Эуда Бен-Эзера, Эли Амира, Амелы Эйнат, Хавы Пинхас Коэн, Шин Шифры, Маргалит Матитьягу, Арье Сивана, Йоава Хаека, Гиоры Лешема, автобиографическую книгу врача и организатора здравоохранения Моше Привеса (1914—1998) «Узник надежды» (1994), исследования Хаима Лазара-Литаи «Восстание Варшавского гетто» (1991), Шмуэля Каца «Земля раздора. Действительность и фантазии в Эрец-Исраэль» (1992) и Йосефа Недавы «Борьба за наши права» (1992). В переводе Э. И. Бауха в им же составленной серии «Мастера израильской прозы» тель-авивского издательства «Книга-Сэфер» были изданы книги Орциона Бартаны «Купить зимнее время в Цфате» (2006), Бениамина Таммуза «Реквием по Нааману» и Давида Шахара «Сон в ночь Таммуза» (2006), Наоми Френкель «…Ваш дядя и друг Соломон» (2006) и «Дикий цветок» (2006), Мирона Хаима Изаксона «Жёны Натана» (в журнальном варианте — «Натан и его жены», 2006), Меира Узиэля «Демоны Хазарии и девушка Деби» (2006), Шамая Голана «Последняя стража» (2006), Ицхака Шалева «Дело Габриэля Тироша» (2007).
На иврит переводил произведения Евгения Евтушенко, Беллы Ахмадулиной, Андрея Вознесенского, Евгения Рейна, Бориса Пастернака, Геннадия Айги и других современных русских поэтов, публицистические книги («Сталин. Сценарий начала войны» Я. Верховского и В. Тырмос, воспоминания бывшего главы МИДа Казахстана «Свет и тень» и другие), публиковал эссе и публицистику, исходно написанные им самим на иврите. Собственные стихотворения на иврите публиковал с 1989 года (дебютировал в журнале «Мознаим»). Издал полный, трёхтомный русский перевод с арамейского каббалистической книги Зогар (1995), также переводил каббалистические труды Иегуды Лейба Ашлага (Идл-Лейб Ашлаг) («Книга дарования Торы», 1995). С идиша на русский язык перевёл стихи Ури-Цви Гринберга, поэму Ицхока Каценельсона (1886—1944) «Песнь об убиенном еврейском народе» (книжное издание — 1992) и мемуарную прозу еврейского актёра Иосефа Булова (1899—1985) «Со старой рыночной площади» (2000). Выполненный известным поэтом Яаковом Бессером перевод романа Бауха «Лестница Иакова» на иврит (под названием «Данте в Москве», издательство Змора—Бейтан, 1997) был удостоен впервые учреждённой премии президента Израиля по литературе (2001). Совместно с Львом Балцаном выступил составителем сборника материалов к столетию Кишинёвского погрома 1903 года «Оклик через жизнь» (2003). Другой сборник документальных материалов «Бабий Яр», составленный Э. И. Баухом, был издан в 1981 году (2-е издание — 1993). Был редактором альманаха «Поэты Большого Тель-Авива» (Алеф, 1996).
В 1977—1985 годах Эфраим Баух был редактором журналов «Сион» (1977—1980) и «Кинор» (1980—1986). В 1981—1982 и с 1985 года — председатель Союза русскоязычных писателей Израиля. В 1994 году Эфраим Баух возглавил Федерацию Союзов писателей Израиля, созданную в 1975 году литературоведом Исраэлем Зморой (им же вместе с Львом Лиором и Ицхаком Цейтлиным в 1972 году был организован и Союз русскоязычных писателей страны). С 2001 года — президент израильского отделения международного ПЕН-клуба. В 2002 году избран председателем Объединения землячеств выходцев из Молдовы в Израиле. С 2007 года — главный редактор журнала «Слово писателя», органа Союза русскоязычных писателей Израиля.
Умер 13 апреля 2020 года.

## Сочинения
- Грани: стихи. Кишинёв: Картя молдовеняскэ, 1963. — 1 500 экз.
- Ночные трамваи: стихи. Кишинёв: Картя молдовеняскэ, 1965. — 2 000 экз.
- Горошки и граф Трюфель (с Наумом Медовым). Рассказы для детей. Кишинёв: Картя молдовеняскэ, 1965; 2-е изд. — Кишинёв: Лумина, 1973.
- Весенние клавиши. Стихи молодых поэтов Молдавии (Е. Баух, Д. Ольченко, П. Пархомовский). Составитель Ефрем Баух. Кишинёв: Картя молдовеняскэ, 1966.
- Путешествие в страну Гео. Рассказ для детей дошкольного и младшего школьного возраста. Кишинёв: Лумина, 1966. — 15 000 экз.
- Красный вечер: стихи. Кишинёв: Картя молдовеняскэ, 1968. — 7 000 экз.
- Ритм, молодость, дружба. Фотоальбом о Всесоюзном фестивале народного танца 2—9 августа 1968 года (совместно с Анатолием Гужелем, на русском, молдавском, английском и немецком языках). Кишинёв: Картя молдовеняскэ, 1968.
- Превращения (стихи для детей и подростков). Кишинёв: Лумина, 1973.
- Руах: стихи. Иерусалим: Чериковер, 1978.
- Бабий Яр. Сборник материалов. Тель-Авив: Мория, 1981 (2-е издание — 1993).
- Кин и Орман: роман. Тель-Авив: Мория, 1982.
- Камень Мория: роман. Тель-Авив: Мория, 1982. — 272 с.
- Лестница Иакова: роман. Тель-Авив: Мория, 1987.
- Кин и Орман. Камень Мория. Тель-Авив, 1992.
- Солнце самоубийц: роман. Время исповеди: эссе. Тель-Авив: Мория, 1994.
- דנטה במוסקווה (Дантэ бэМосква — Данте в Москве). Перевод Яакова Бессера. Тель-Авив: Карни, 1997.
- Тень и слово: стихи. Тель-Авив, 1999.
- Лестница Иакова: роман. Иерусалим: Израиль, 2001.
- Оклик: роман. Иерусалим: Израиль, 2001. — 1192 с.
- ירושת המרחקים (Ерушат хаМерхаким — стихи на иврите). Тель-Авив: Махбарот леСифрут (Литературные тетради), 2001.
- Пустыня внемлет Богу. Серия «Мастера современной прозы». Москва: Радуга, 2002. — 320 с.
- Оклик через жизнь. К столетию Кишинёвского погрома 1903 года (составитель и автор, совместно с Л. И. Балцаном). Тель-Авив: Иврус, 2003.
- Иск истории: эссеистика. Москва: Захаров — Тель-Авив: Книга—Сэфер, 2007. — 416 с.
- Завеса (роман). Тель-Авив: Книга-Сэфер, 2008.
- Над краем кратера: роман юности. Тель-Авив: Книга-Сэфер, 2011. — 378 с.
- Апология небытия. Шломо Занд: новый миф о евреях (с Л. Гомбергом). М.: Единая книга, 2011.
- Ницше и нимфы: роман. Тель-Авив: Книга-Сефер, 2014.
- Ядро иудейства: эссе. Тель-Авив: Книга-Сефер, 2015.
- Эффект бабочки. Израиль — Иран: от мира — к войне, от дружбы к ненависти. Очерки. Тель-Авив: Книга-Сефер, 2015.
- Что в имени тебе моём…: Опыт биографии в изменяемом мире. Тель-Авив: Книга-Сефер, 2017.
- За миг до падения: новеллы ушедшей эпохи. Тель-Авив: Книга-Сефер, 2017.
- «Перстами руки человеческой…». Феллини — Венеция — Фуко. Тель-Авив: Книга-Сефер, 2017.
- Между ножом и овном. Ливанская война. Лето 1982. Тель-Авив: Книга-Сефер, 2018.
- Время бесов: Апология в эпоху всеобщей гибели. Тель-Авив: Книга-Сефер, 2018.

## Переводы
- Рафаэль (Рафул) Эйтан. Повесть солдата. Тель-Авив: ЯИР, 1987.
- Эли Визель. Ночь. Рассвет. Несчастный случай. Три повести. Перевод с французского и идиша под редакцией Э. Бауха. Тель-Авив: ЯИР, 1989.
- Хаим Лазар-Литаи. Восстание Варшавского гетто: Еврейская военная организация Ж. З. В. в восстании Варшавского гетто (перевод с иврита Э. Бауха). Тель-Авив: ЯИР, 1991.
- Ицхок Каценельсон. Песнь об убиенном еврейском народе. Перевод с идиша Эфраима Бауха. Тель-Авив: Дом борцов гетто — Бейт Лохамей ха-геттаот, 1992.
- Шмуэль Кац. Земля раздора. Действительность и фантазии в Эрец-Исраэль. Тель-Авив: Карни, 1992.
- Ури Цви Гринберг. Посреди мира, посреди времён (перевод с иврита и идиша, составление Е. Бауха). Тель-Авив, 1992.
- Йосеф Недава. Борьба за наши права. Тель-Авив: Ассоциация по конкурсам «Наше право на Эрэц-Исраэль», 1992.
- Моше Привес. Узник надежды. Иерусалим: Израильский журнал медицинских наук, 1994.
- Зоар: Парашат Пинхас (перевод с арамейского языка). Тома 1—3, Иерусалим—Нью-Йорк: Исследовательский центр Каббалы, 1995.
- Йегуда Лейб Ашлаг. Книга дарования Торы. Иерусалим: Учебный центр Каббалы, 1995.
- Иосиф Булов. Со старой рыночной площади. Перевод с идиша под редакцией Э. Бауха. Тель-Авив: Мория, 2000.
- Орцион Бартана. Купить зимнее время в Цфате. Серия «Мастера израильской прозы». Тель-Авив: Книга-Сэфер, 2006.
- Бениамин Таммуз «Реквием по Нааману»; Давид Шахар «Сон в ночь Таммуза». Серия «Мастера израильской прозы». Тель-Авив: Книга-Сэфер, 2006.
- Наоми Френкель. …Ваш дядя и друг Соломон. Серия «Мастера израильской прозы». Тель-Авив: Книга-Сэфер, 2006.
- Наоми Френкель. Дикий цветок. Серия «Мастера израильской прозы». Тель-Авив: Книга-Сэфер, 2006.
- Шамай Голан. Последняя стража. Серия «Мастера израильской прозы». Тель-Авив: Книга-Сэфер, 2006.
- Меир Узиэль. Демоны Хазарии и девушка Деби. Серия «Мастера израильской прозы». Тель-Авив: Книга-Сэфер, 2006.
- Мирон Хаим Изаксон. Жёны Натана. Серия «Мастера израильской прозы». Тель-Авив: Книга-Сэфер, 2006.
- Ицхак Шалев. Дело Габриэля Тироша. Серия «Мастера израильской прозы». Тель-Авив: Книга-Сэфер, 2007.
- Наоми Френкель. Саул и Иоанна (том 1 — «Дом Леви», том 2 — «Смерть отца», том 3 — «Дети»). Тель-Авив: Книга-Сэфер, 2011.
- Ицхак Арад. Партизан: от долины смерти до горы Сион, 1939—1948. Тель-Авив: Книга-Сэфер, 2014.
- Ципора Кохави-Рейни. Королева в раковине. Повесть о беспокойной жизни израильской писательницы Наоми Френкель. Тель-Авив: Книга-Сэфер, 2014 и 2017.